# Teresa Fernández de Traba
Teresa Fernández de Traba   (c. 1125 - Lleó, 6 de febrer de 1180 (Gregorià)) va ser reina consort de Lleó entre 1178 i 1180.

## Orígens
Va néixer vers 1125 o 1132. Pertanyia a una de les grans famílies del regne de Lleó. Segons Salazar, va ser filla del comte Fernando Pérez de Traba i de la seva muller, Sancha González. Tanmateix, sobre la seva filiació materna s'ha dit també que era filla il·legítima del mateix comte amb Teresa de Lleó, comtessa de Portugal i mare d'Alfons I de Portugal. Alguns diuen que van arribar a casar-se, altres que vivien en concubinat. El comte Fernando va exercir alts càrrecs a Galícia, però vers el 1130 va tornar a terres lleoneses per desavinences amb Alfons de Portugal.

## Trasllat a Castella
Va casar-se en primeres noces vers 1142, altres diuen que el 1152, amb el comte castellà Nuño Pérez de Lara, alferes del rei. El 1152 atorgaven el fur de Sepúlveda a la vila de Castro Benavente, amb la participació del rei Alfons VI de Lleó. Amb l'ascens al tron de Sanç III de Castella, ella i el seu marit van romandre a Castella i també durant el regnat d'Alfons VIII, del qual fou regent Nuño a partir de 1164, durant la minoria d'edat del rei. Per tant, com a muller del regent, la presència de Teresa a la cort castellana va ser constant. Teresa i Nuño van tenir diversos fills: els comtes Álvaro, alferes de Castella, Gonzalo i Fernando Núñez de Lara, i dues filles, Sança, casada amb Sanç I de Cerdanya, i Elvira, que va casar amb el comte Ermengol VIII d'Urgell.

## Reina de Lleó
El 1177 va esdevenir vídua de Nuño. Sembla que mai va perdre el contacte amb la seva família a Lleó, atès que una vegada les relacions entre Castella i Lleó es van normalitzar va revifar els vincles familiars. N'és potser un exemple les donacions que va fer a la catedral de Lleó el 1170. A més, poc després va tornar a Lleó, on va casar-se en segones noces el setembre de 1179 amb el rei Ferran II de Lleó. El matrimoni es va produir després que el rei es veiés obligat a repudiar la seva primera muller, Urraca de Portugal, arran de la butlla de 1175 del papa Alexandre III, que declarava nul el matrimoni a causa del parentesc d'ambdós, tot i que després de deu anys de matrimoni i d'haver tingut fins i tot un hereu. Val a dir que els matrimonis dels reis lleonesos amb filles de vassalls eren cada vegada més estranys i, de fet, només es documenta dues vegades en el cas de Ferran amb Teresa i la seva tercera esposa, Urraca López de Haro. No obstant això, sembla que havien mantingut relacions abans de casar-se, atès que havien tingut un fill el 1178, l'infant Ferran, mort el 1187.
Arran del matrimoni, Teresa i els seus fills, i fillastres del monarca, van ser agraciats amb propietats a Galícia, que van afegir al patrimoni ja considerable que tenien. De la reina, però, pràcticament no hi ha documentació i fins i tot és inexistent un segell propi, atès que va morir en menys d'un any. Teresa va morir a la ciutat de Lleó el 7 de febrer de 1180 arran d'un part. Va ser enterrada al panteó reial de la basílica de San Isidoro de Lleó.